# Estramustina
L'estramustina és un medicament que s'utilitza per al tractament del càncer de pròstata. La seva molècula combina una mostassa nornitrogenada amb el estradiol mitjançant una unió carbamat. El seu mecanisme d'acció és doble, ja que té acció citotòxica i també inhibidora de la producció d'hormones masculines.

## Indicacions
Està indicat en el tractament del càncer de pròstata avançat, especialment en els casos de tumors poc diferenciats i quan la malaltia no respon a altres fàrmacs.

## Història
La síntesi química d'Estramustina es remunta al 1997; va ser comercialitzada per primera vegada per Farmitalia-Carlo-Erba, més tard es va convertir en una droga propietat de Pharmacia i ara en Pfizer.

## Mecanisme d'acció
La seva forma d'actuar és doble, d'una banda posseeix una acció antigonadotrofina, de manera que disminueix els nivells circulants de la principal hormona sexual masculina que és la testosterona.
En segon lloc té efecte citotòxic i impedeix la mitosi de les cèl·lules tumorals, interferint amb la formació de microtúbuls en la profase i afavorint la seva degradació en la interfase.

## Efectes secundaris
Els efectes secundaris més importants són: ginecomàstia, impotència, hipertensió arterial, cardiopatia isquèmica, retenció de líquids i insuficiència cardíaca.